# Amikor leszáll az éj (francia film, 2024)
Az Amikor leszáll az éj (eredeti cím: Loups-garous) 2024-ben bemutatott francia kaland filmvígjáték, amelyet Hervé Marly és Philippe des Pallières forgatókönyvéből François Uzan rendezett. A francia A Fekete-erdő vérfarkas nevű kártyajáték adaptációja, amelyet az Asmodee hozott létre. A főbb szerepekben Franck Dubosc, Jean Reno, Suzanne Clément és Grégory Fitoussi látható.
A film 2024. október 23-án jelent meg a Netflixen.

## Cselekmény
Amikor egy család meglátogatja nagyapját, a háromgyermekes családapa a The Werewolves of Millers Hollow című társasjátékot ajánlja figyelmükbe.
A család belekeveredik a kártyajátékba, és hirtelen egy középkori faluban találják magukat 1497-ben. Ott nagyhatalmú lovagok és vérszomjas vérfarkasok is vannak. A gyanúsítottakat a kivégzőhelyen készülnek kivégezni. A szülők azt a gyanút is magukban hordozzák, hogy a saját gyermekeik is vérfarkasok lehetnek.

## Szereplők
| Szerep          | Színész          | Magyar hang        |
| --------------- | ---------------- | ------------------ |
| Jérôme Vassier  | Franck Dubosc    | Epres Attila       |
| Gilbert Vassier | Jean Reno        | Szilágyi Tibor     |
| Marie Vassier   | Suzanne Clément  | Madarász Éva       |
| Parancsnok      | Grégory Fitoussi | Horváth Illés      |
| Piero           | Bruno Gouery     | Pusztaszeri Kornél |
| Childéric       | Jonathan Lambert | Seszták Szabolcs   |
| Clara           | Lisa Do Couto    | Hermann Lilla      |
| Théo            | Raphaël Romand   | Pál Dániel Máté    |
| Louise          | Alizée Caugnies  | Tanka Natália      |
| Hóhér           | David Salles     | Kárpáti Levente    |
| Kovács          | Jaroslav Vundrle | Zöld Csaba         |
| Gyanúsított     | Ariane Pirié     | Menszátor Magdolna |

### Magyar változat
- Magyar szöveg: Fehérvári Laura
- Hangmérnök: Bederna László
- Vágó: Pilipár Éva
- Gyártásvezető: Vigvári Ágnes
- Szinkronrendező: Orosz Ildikó
- Produkciós vezető: Horján Annamária

A szinkront a Direct Dub Studios készítette el.

## A film készítése
A film a Philippe des Pallières és Hervé Marly által készített és az Asmodee Group által megjelentetett Werewolves of Millers Hollow című játékon alapul.
A forgatás 2023 nyarán Prágában zajlott, egy középkori díszletet használva, amelyet eredetileg a Templomosok című televíziós sorozathoz készítettek. A francia Les Loups Garous de Thiercelieux című film forgatási helyszíneit is felhasználta, többek között Drevníky, Zduchovice és Výsluní u Chomutova cseh településeket.

## Fogadtatás
Phil Hoad a The Guardianban három csillaggal jutalmazta, "meglehetősen kedves" és "jól összeállított, nem megerőltető szórakozást nyújtó" filmnek nevezve, amelyben "jócskán van valami Bill & Ted-féle sport a régi időkből".